# Mino De Rossi
Mino De Rossi (Arquata Scrivia, 1931. május 21. – Quinto al Mare, 2022. január 7.) olimpiai és világbajnok olasz kerékpárversenyző.

## Pályafutása
1952-ben a helsinki olimpián 4000 méteres csapat üldözőversenyben aranyérmet nyert. A csapat többi tagja Marino Morettini, Loris Campana és Guido Messina volt. 1951–52-ben a világbajnokságokon egyéniben egy-egy arany- és ezüstérmet szerzett.

## Sikerei, díjai
- Olimpiai játékok – csapat üldözőverseny
  - aranyérmes: 1952, Helsinki
- Világbajnokság – egyéni
  - aranyérmes: 1951
  - ezüstérmes: 1952